# Adrian Utley
Adrian Francis Utley (né le 27 avril 1957 à Northampton) est un musicien anglais jouant de la guitare mais aussi du clavier. Il est le guitariste du groupe de trip hop anglais Portishead.

## Biographie
Au cours de sa carrière, Utley a enregistré avec des artistes aussi divers que Marilyn Manson, Jeff Beck, Alain Bashung, Torres, Perfume Genius et Marianne Faithfull.